# Alta via dell'Adamello
L'alta via dell'Adamello, conosciuta anche con il nome di sentiero n. 1, è un'alta via italiana che si svolge fra le montagne del gruppo dell'Adamello, nelle Alpi Retiche meridionali. L'itinerario percorre interamente il versante orientale della val Camonica, partendo da Breno e giungendo a Mù, entrambe in provincia di Brescia, sforando però nel suo percorso nella provincia autonoma di Trento. Il percorso è segnalato dal consueto segnavia del CAI costituito da strisce bianche e rosse con il numero 1. Il percorso, ideato nel 1969 da Renato Floreancigh, fa parte dal 1995 del progetto denominato Sentiero Italia.

## Caratteristiche

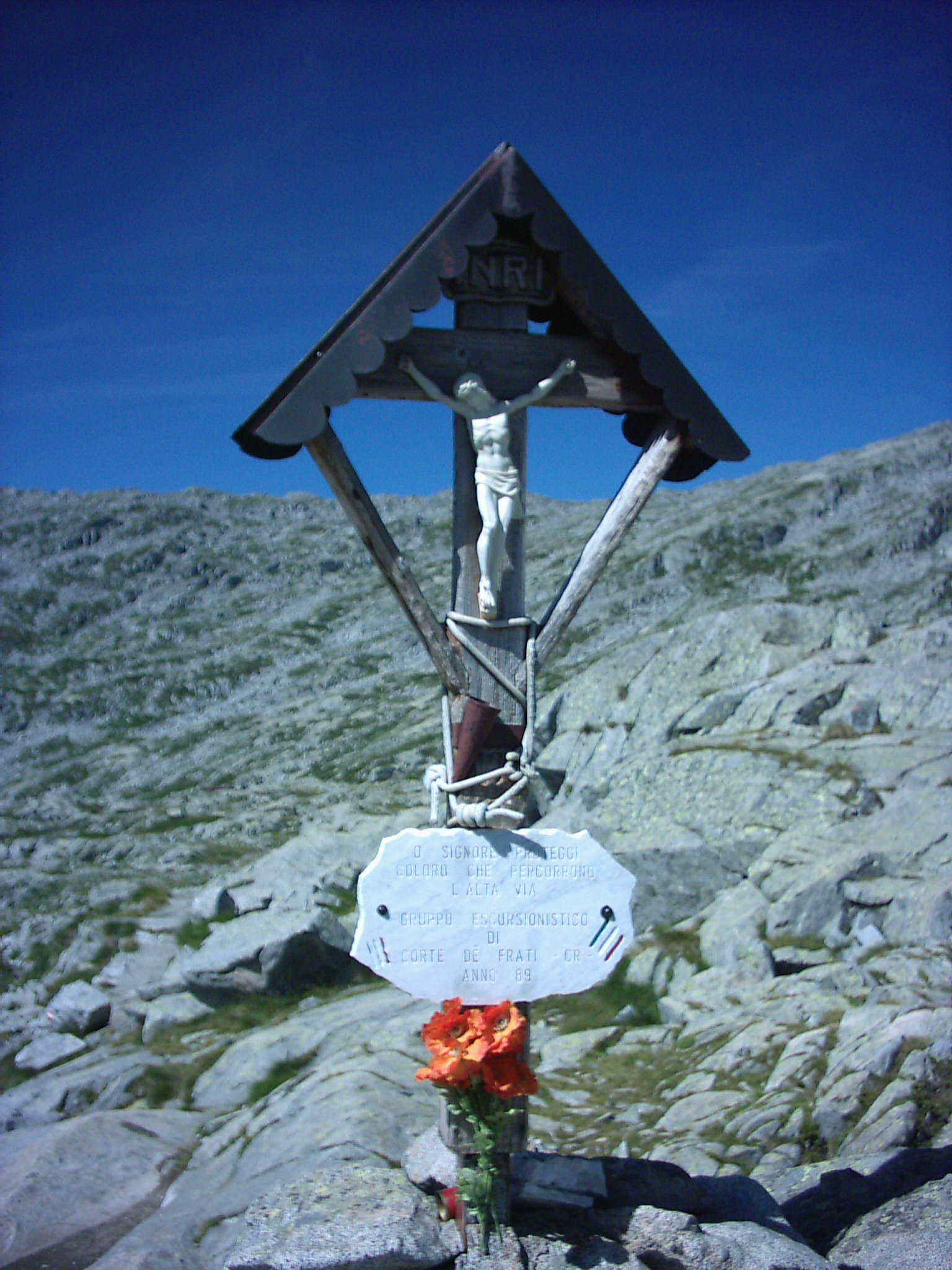
Crocifisso posto all'inizio dell'alta via, presso il lago della Vacca.

L'alta via dell'Adamello è un percorso di trekking che si sviluppa in sette tappe, a quote comprese fra i 2000 e i 3000 metri, attraversando in modo coerente da sud a nord la dimensione maggiore del gigante retico dell'Adamello, mantenendosi in perfetto equilibrio tra impegno e soddisfazione, senza eccessive difficoltà e accessibile a tutti purché ben allenati fisicamente e psicologicamente, motivati ed equipaggiati.
Il percorso proposto si sviluppa spesso su terreno libero, ma guidati dalla segnaletica. Esistono, anche se relativamente brevi rispetto allo sviluppo totale della via, alcuni passaggi considerati difficili, nei quali oltre al passo sicuro e alla buona forma fisica è necessaria una certa esperienza alpinistica nonché un'adeguata attrezzatura, come ricordano alcuni cartelli esposti nei rifugi lungo il percorso.
Percorrendo l'alta via dell'Adamello si incontrano dei resti di insediamenti militari della prima guerra mondiale: trincee, muraglie, caverne, e altre opere.

## Itinerario

mappa dell'alta via

Il percorso vero e proprio inizia al rifugio Tita Secchi (2367 m) sulle sponde del lago della Vacca e termina al rifugio Garibaldi (2553 m) a ridosso del lago Venerocolo. Recentemente però sono stati aggiunti due nuovi tratti (in precedenza già esistenti, ma contrassegnati da un segnavia diverso) che prolungano l'itinerario a sud, sino a incontrare l'ex strada statale 345 delle Tre Valli in località Bazena, e a nord-ovest, toccando un altro rifugio e terminando presso Mù, frazione di Edolo.
Il numero di tappe in cui si può dividere il percorso è a discrezione dell'escursionista. Tenendo però conto della distanza tra i vari punti d'appoggio e dei servizi offerti da ciascun rifugio (posti letto, periodi d'apertura ecc.) la maggior parte delle guide suddivide l'itinerario in cinque tappe (a cui si aggiungono due tappe dovute al prolungamento del sentiero). La maggior parte dei rifugi è collocata sul fondo delle alte valli, sebbene al di sopra dei 2000 m, e nel caso l'escursionista volesse interrompere il percorso può agevolmente scendere a valle utilizzando le mulattiere (quasi tutte di origine militare) che collegano i rifugi con la strada carrozzabile più vicina, o con un centro abitato.

### Dal rifugio Tita Secchi al rifugio Maria e Franco

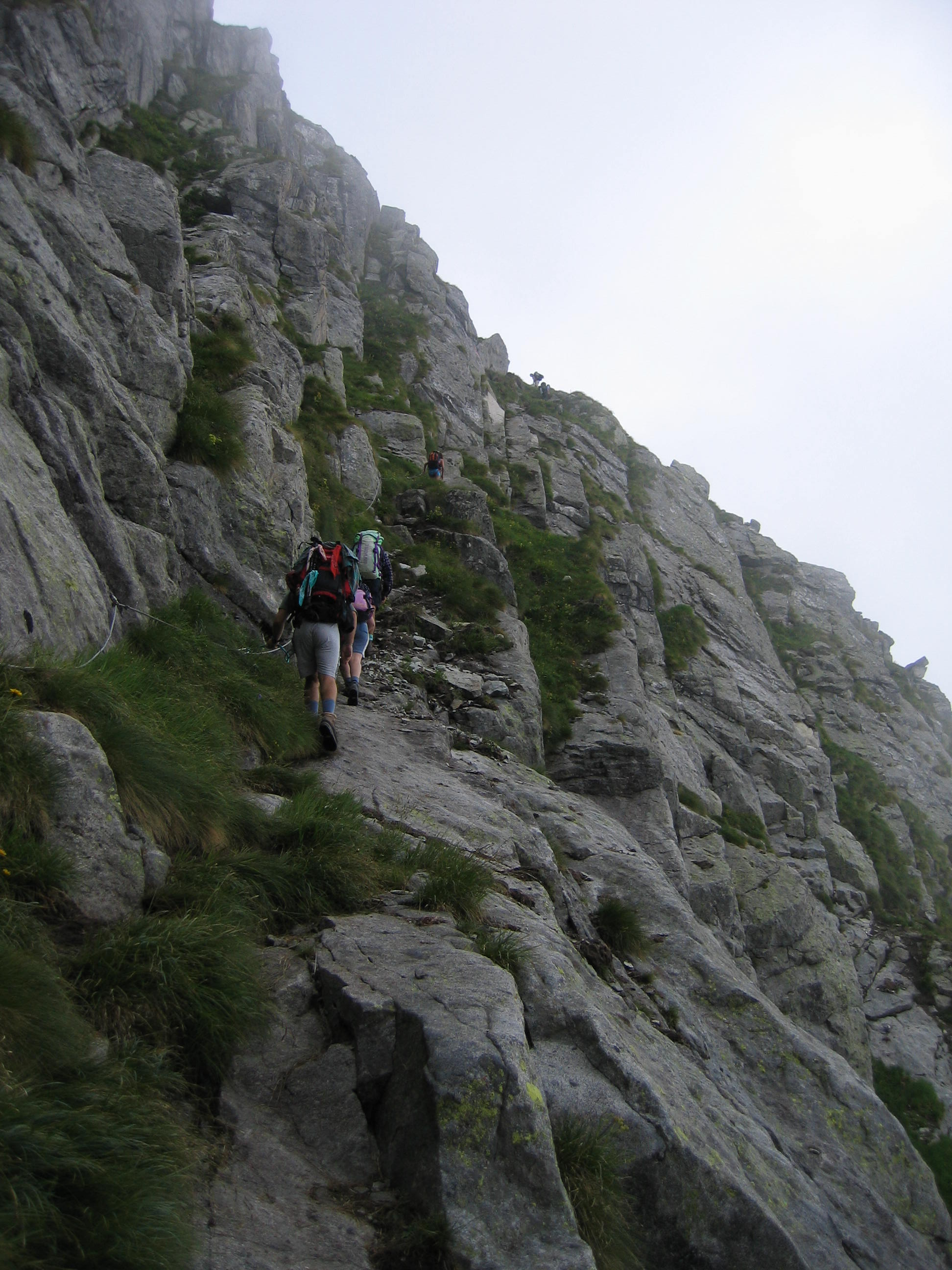
Sentiero attrezzato verso il passo Brescia

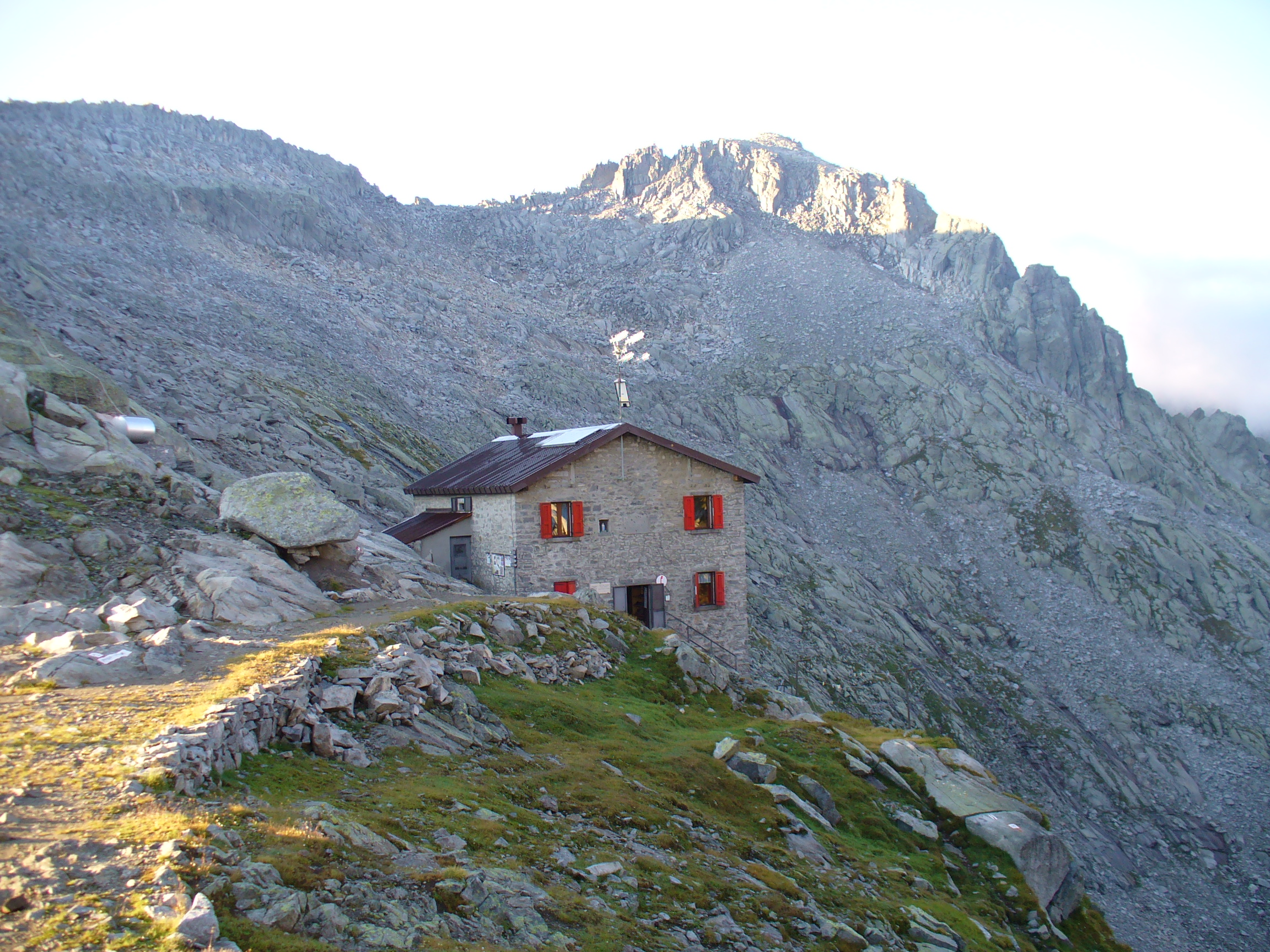
Il rifugio Maria e Franco con alle spalle le Bocchette Brescia

Da Bazena (1799 m) si raggiunge in circa 2 ore il rifugio Tita Secchi (2367 m) seguendo il nuovo tratto di sentiero n.1, ex sentiero n.18. Dal rifugio Tita Secchi, ai piedi della parete ovest del Cornone di Blumone (2843 m), si sale ai 2633 m del passo di Blumone, in circa 40 minuti. Da qui, si entra nel bacino del fiume Chiese transitando, per qualche chilometro, in territorio trentino, ad una quota compresa tra i 2400 e i 2600 m. Si risale il pendio sino al passo Brescia (2717 m), superando un tratto insidioso provvisto di cordini di sicurezza, per poi scendere sino al rifugio Maria e Franco (2574 m), di nuovo in territorio lombardo. Complessivamente, occorrono circa dalle 5 alle 10 ore.

### Dal rifugio Maria e Franco al rifugio Città di Lissone

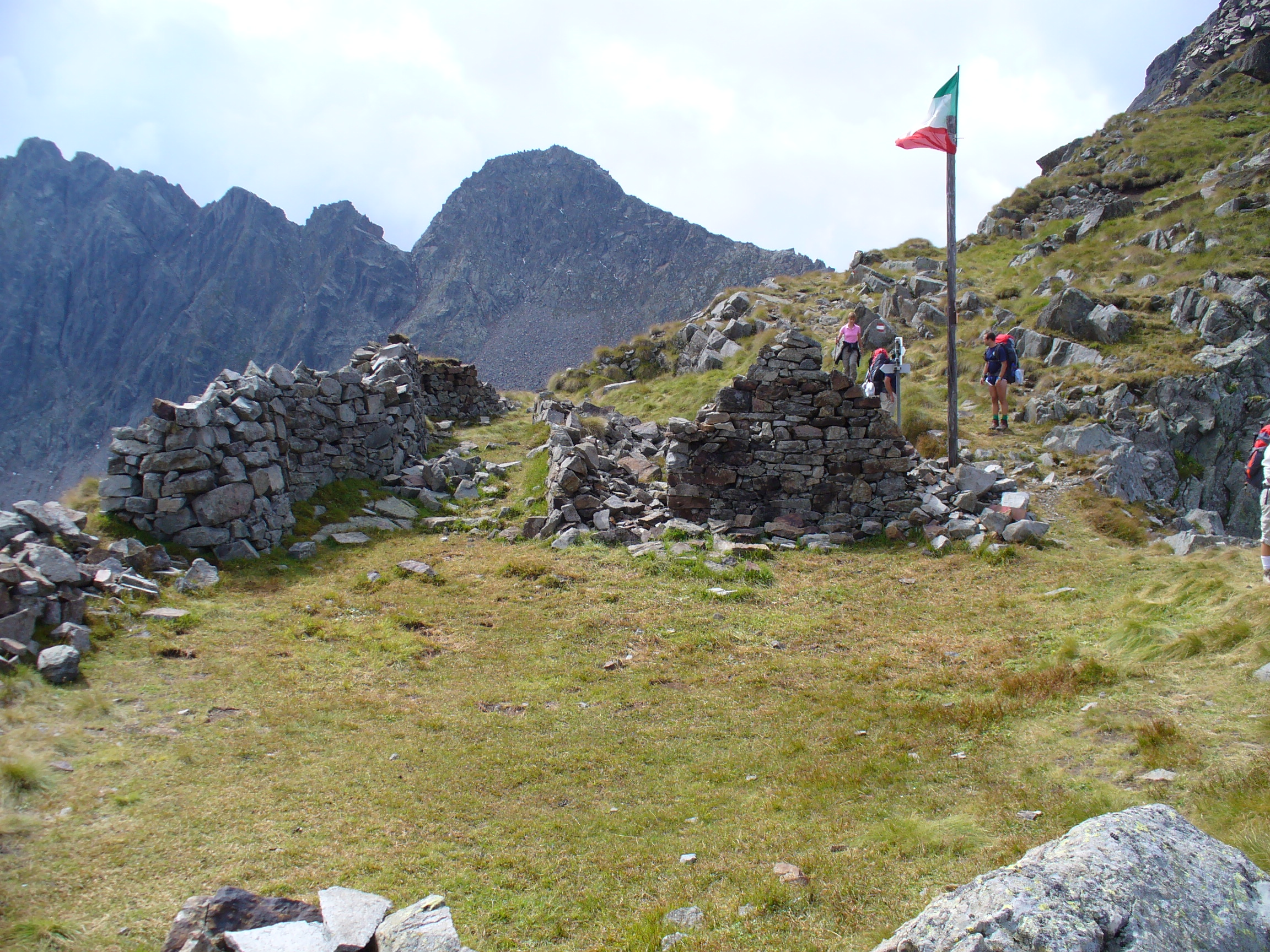
Passo di campo sul sentiero per il rifugio Lissone

Dal rifugio Maria e Franco l'alta via risale sino al vicino passo Dernal, da cui, sulla traccia di un vecchio sentiero militare, raggiunge in poco meno di un'ora di cammino il passo di Campo (2296 m). In questo punto il sentiero entra nuovamente in provincia di Trento, precisamente in una convalle della val di Daone, avvicinandosi al lago d'Avolo (2393 m) e risalendo, su tracciato insidioso, al passo d'Avolo (2556 m) e al successivo passo Ignaga (2528 m). Il tratto di percorso che da quest'ultimo conduce al rifugio Città di Lissone, in valle Adamé, è considerato dalle guide come molto tecnico, esposto e impegnativo. Il rifugio Città di Lissone, a una quota di 2017 m, è il punto più basso dell'intera alta via (senza considerare le estensioni recenti). Complessivamente, questa tappa richiede 4 ore e mezza di cammino.

### Dal rifugio Città di Lissone al rifugio Prudenzini
Il primo tratto di questa tappa segue il torrente Poia restando in fondovalle per qualche chilometro in falsopiano, che equivalgono a circa un'ora di cammino, sino al cuel del Manzoler (2120 m). Da qui il sentiero svolta a sinistra, risalendo in forte pendenza il versante occidentale della valle dapprima su terreno erboso quindi su pietraie, giungendo al passo di Poia (2810 m), sullo spartiacque tra la valle Adamé e la val Salarno. Scendendo verso il fondovalle, su comoda traccia si raggiunge il rifugio Prudenzini (2235 m), dopo complessive 4 ore e 45 minuti di cammino.

### Dal rifugio Prudenzini al rifugio Tonolini

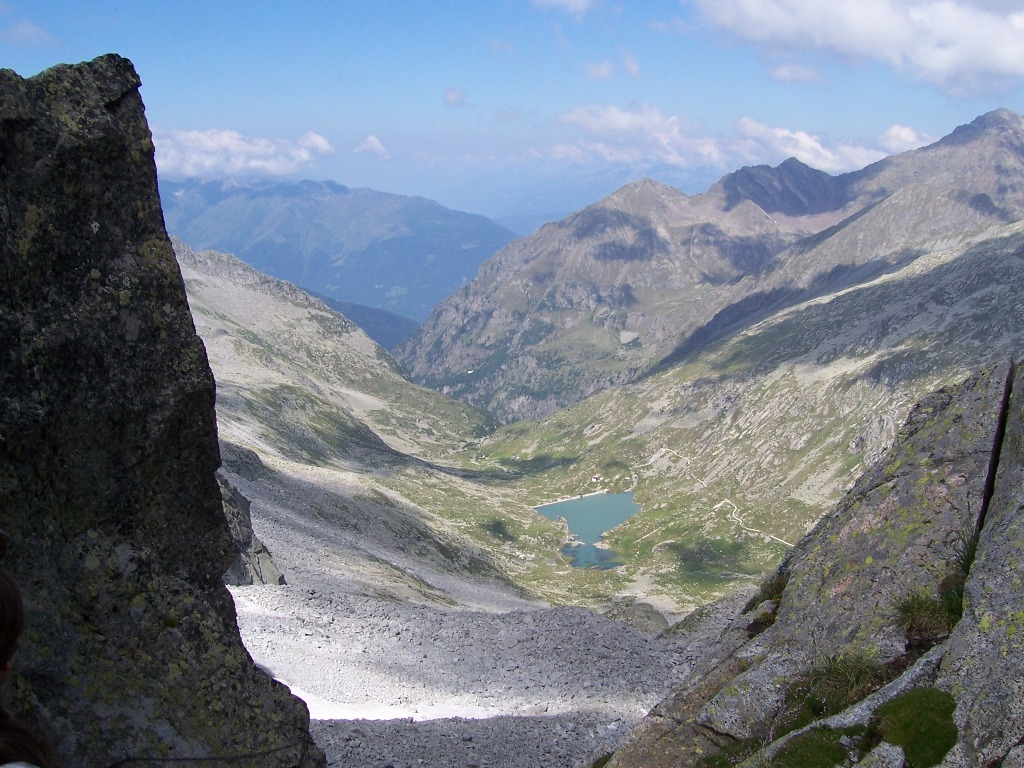
Panorama dal passo Miller (2818 m) verso la valle omonima

Lasciando il rifugio Prudenzini, il sentiero inizia a risalire con traccia ben evidente ma in fortissima pendenza i pendii del Coster di destra, ossia le rupi che costituiscono il versante occidentale della val Salarno. Dalla sommità del coster risale su terreno pietroso, ma con pendenza meno accentuata, sino a raggiungere il passo Miller (2818 m), uno dei punti più elevati dell'intera alta via (a due ore o poco più dal Prudenzini).

Dal passo inizia la discesa verso il fondo della val Miller, dapprima seguendo un canale tra rocce e sfasciumi, poi un ghiaione. Al termine della discesa, sulle sponde del lago Miller, si trova il rifugio Gnutti (2166 m), aperto come gli altri nella stagione estiva e dove è possibile pernottare, accorciando questa tappa e allungando di conseguenza la successiva.
Il sentiero n.1 prosegue verso il passo del Gatto (2103 m) dove il sentiero è stato scavato direttamente nella roccia, raggiungendo la poderosa diga che contiene il lago Baitone (2281 m). Su una sporgenza rocciosa al di sopra dell'estremità orientale della diga si trova il rifugio Baitone, struttura privata ricavata nei locali della ex residenza degli operai al servizio degli impianti idroelettrici, ma che può essere scelta in sostituzione del rifugio Tonolini per il pernottamento. Su comodo sentiero che costeggia dapprima il lago, poi taglia a mezza costa il pendio, si raggiunge il rifugio Tonolini (2467 m), l'ultimo punto di appoggio prima di affrontare la salita al valico successivo. La tappa così descritta richiede in tutto 4 ore e mezza di cammino.

### Dal rifugio Tonolini al rifugio Garibaldi
L'ultima tappa dell'itinerario "classico" prevede la salita al passo Premassone. Il sentiero lascia alle spalle il rifugio Tonolini e il retrostante Lago Rotondo (2442 m) per salire, su terreno caratterizzato da grossi massi, al lago Premassone (2719 m) che è tra i laghi più alti dell'Adamello. Su ripida traccia l'itinerario sale al passo Premassone (2923 m), punto più alto in assoluto del percorso e notevole per il panorama. Il passo è collocato sullo spartiacque tra la conca del Baitone (tributaria della val Malga) e la valle dell'Avio, nota soprattutto per i suoi cinque laghi artificiali. Su sfasciumi, guidati dalla segnaletica e superando alcuni tratti insidiosi (attrezzati con funi metalliche) si scende alla diga del lago Pantano (2378 m) e si ricomincia subito a risalire, superando un altro tratto ripido ed esposto, che porta alla bocchetta del Pantano o passo del Lunedì (2650 m), così chiamato dagli operai a servizio degli impianti idroelettrici, a cavallo di un costone che si stacca dalla cima più alta dell'Adamello, che troneggia a sud-est. Dalla bocchetta si scende gradualmente verso il rifugio Garibaldi (2553 m) sulle rive del lago Venerocolo, il più alto dei laghi artificiali dell'Adamello. Occorrono 5 ore di cammino per completare questa tappa
.
Qui termina il percorso "classico" dell'alta via dell'Adamello. L'escursionista può scegliere se scendere a Temù seguendo il segnavia n.11, che è una comoda mulattiera, oppure proseguire, aggiungendo un'altra tappa all'itinerario

### Prolungamento verso Edolo
L'estensione all'alta via è piuttosto lunga e può contare su un solo punto d'appoggio, il rifugio Sandro Occhi (1930 m) in val Paghera di Vezza. Dal Garibaldi si scende per l'ex sentiero n.11 lungo il cosiddetto calvario, una serie di tornanti in forte pendenza che connettono il fondo della val d'Avio con il lago Venerocolo. Questo eloquente soprannome vi fu assegnato dagli Alpini durante la Guerra Bianca, i quali (prima della costruzione delle teleferiche) dovettero portare a spalle, ogni giorno, quintali di rifornimenti al fronte.
Terminato questo primo tratto in discesa, si costeggia in falsopiano il lago Benedetto sin quasi alla grande diga in cemento che lo contiene, in prossimità della malga di Mezzo (1944 m). Proseguendo lungo la costa dei laghi, seguendo cioè il segnavia 11, si scende a malga Caldea e quindi a Temù, collocato sulla strada statale 42 del Tonale e della Mendola. Svoltando a sinistra, si inizia a salire verso il passo delle Gole Larghe (2804 m) proprio sotto il monte Avio (2962 m); valicatolo, su traccia di sentiero si scende al lago Aviolo (1920 m) e al vicino rifugio omonimo: occorrono circa 5 ore per giungere qui dal rifugio Garibaldi.
L'ultima ascesa del percorso (la segnaletica in alcuni tratti riporta ancora il vecchio segnavia, ossia il 21) porta poi al passo Gallinera (2319 m), nelle cui vicinanze si trova il bivacco Valerio Festa (2330 m), scendendo poi definitivamente e nettamente in val Gallinera. Il sentiero, passando dinanzi al rifugio Malga Stain (1832 m), termina al parcheggio di monte Colmo, alla fine della strada comunale che sale da Mù, frazione di Edolo.

### Prolungamento da Breno
Nell'agosto 2012 è stato inaugurato il prolungamento partendo dal centro storico di Breno in direzione della precedente partenza dalla conca di Bazena.
La nuova tappa parte dai 340m altitudine del centro abitato, e prosegue per 1460m di dislivello percorribili in circa 5 ore.